# Erich Bücker
Erich „Ete“ Bücker (* 6. November 1930 in Hann. Münden; † 6. Januar 2013 in Bremerhaven) war ein deutscher Fußballspieler. Der Außenläufer im damals praktizierten WM-System absolvierte in der erstklassigen Oberliga Nord für den TuS Bremerhaven 93 von 1951 bis 1962 232 Ligaspiele und erzielte 17 Tore.

## Laufbahn
„Ete“ Bücker spielte nach dem Übertritt von seinem Heimatverein TSG Hannoversch Münden von Juli 1951 bis Juni 1962 beim TuS Bremerhaven 93 im Mittelfeld. Der Verein spielte damals in der Oberliga Nord, seinerzeit die höchste Spielklasse. Sein Oberligadebüt gab er unter dem späteren Braunschweiger Meistertrainer Helmuth Johannsen am 21. August 1951 beim 2:2-Auswärtsremis gegen Victoria Hamburg. Der zumeist als Außenläufer im damaligen WM-System agierende „Ankurbler von Format“ wurde bei den Weinroten sofort zu einem Volltreffer und absolvierte in seiner Debütrunde 28 Ligaspiele und erzielte sieben Tore. Meist belegte er mit der Mannschaft Platzierungen im Mittelfeld der Tabelle. Herausragend war jedoch die Saison 1954/55. In der Liga erreichte er mit seinem Verein unter Johannsen-Nachfolger Robert Gebhardt als Tabellenzweiter hinter dem Hamburger SV die Endrunde um die deutsche Meisterschaft. Dort bestritt er alle acht Spiele – zwei Qualifikationsspiele gegen Wormatia Worms und sechs Gruppenspiele – und belegte mit seinen Mannschaftskameraden um Außenläuferkollegen und B-Nationalspieler Werner Lang nach den Gruppenspielen den zweiten Platz hinter dem späteren deutschen Meister Rot-Weiss Essen. In derselben Saison nahm Bremerhaven auch am DFB-Pokal teil. Nach einem 5:1 gegen die zweitklassige SpVgg Erkenschwick und einem 3:1 gegen den Ligakonkurrenten Hamburger SV unterlag die Mannschaft im Viertelfinale mit 0:2 beim späteren Pokalfinalisten FC Schalke 04. Bücker wurde bei allen drei Spielen eingesetzt.
Nach dem Gebhardt-Abschied zur Saison 1958/59 wechselten sich in kurzen Abständen die Trainer Oswald Pfau, Erich Garske und Emil Iszo beim Team vom Zollinlandstadion ab. Seine letzten beiden Spielzeiten, 1960/61 und 1961/62, waren dann vom Abstiegskampf geprägt, beide Male konnte aber mit Platz 14 der Abstieg knapp vermieden werden. Sein letztes Oberligaspiel für TuS 93 absolvierte der 11 Runden in der Oberliga aufgelaufene Mittelfeldakteur am 11. Februar 1962 bei einem 2:0-Heimerfolg gegen Bergedorf 85. Vor Torhüter Helmut Fischer hatte er zusammen mit Rolf Cordes, Heinz Ladewig, Klaus Podszus und Manfred Buck die Defensive gebildet.
Nach Beendigung seiner aktiven fußballerischen Laufbahn wirkte der gelernte Speditionskaufmann noch mehrere Jahre lang als Trainer für verschiedene Fußballvereine im Amateurbereich.